# Hair Like Mine

Hair Like Mine (2009).

Hair Like Mine («Cabello como el mío» en español) es una fotografía de 2009 de Pete Souza de un niño de cinco años, Jacob Philadelphia, tocando la cabeza de Barack Obama, entonces presidente de los Estados Unidos. Invitó a Philadelphia a tocar su cabello después de que el niño le preguntó si el cabello de Obama era similar a su propio cabello con textura afro. Time calificó la imagen de «icónica», y luego la primera dama Michelle Obama la describió como un símbolo del progreso logrado en la lucha afroestadounidense por los derechos civiles.

## Contexto
La fotografía fue tomada el 8 de mayo de 2009 en el Despacho Oval de la Casa Blanca por Souza, quien era el principal fotógrafo oficial de la Casa Blanca. El padre de Philadelphia, Carlton Philadelphia, había trabajado como miembro del personal del Consejo de Seguridad Nacional de los Estados Unidos durante dos años. Estaba dejando el trabajo y lo habían invitado a traer a su familia a la Oficina Oval para una «foto de despedida» con Obama. Jacob Philadelphia le preguntó en voz baja al presidente: «Quiero saber si tu cabello es como el mío». Obama le pidió que lo repitiera y luego respondió: «¿Por qué no lo tocas y lo ves por ti mismo?» y bajó la cabeza. La fotografía de Souza captura el momento en que Philadelphia toca la cabeza de Obama.
Souza dijo más tarde que Jacob había dicho que «sus amigos habían dicho que su corte de pelo era como el del presidente y quería ver si realmente lo era... Le preguntó al presidente si podía tocar su cabeza y el presidente se inclinó y le tocó la cabeza».  El otro hijo de Carlton Philadelphia, Isaac, le preguntó a Obama sobre la cancelación de la producción del avión de combate F-22 Raptor y le dijeron que era financieramente inviable. Las preguntas se hicieron cuando la familia estaba a punto de dejar a Obama; los padres de los chicos no sabían qué le iban a preguntar sus hijos, y el mismo Souza se sorprendió en este momento. La sorpresa de Souza se refleja en la composición de la fotografía con el brazo de Jacob Philadelphia oscureciendo su rostro, el desenfoque de su hermano Isaac y en las cabezas de los padres de los niños cortadas por el encuadre de la imagen.
Posteriormente, Obama le ofreció su cabeza a Edwin Caleb, un estudiante de primer grado en 2014 que comentó que tenía el pelo corto como el suyo en una visita a la Escuela Primaria Clarence Tinker en la Base de la Fuerza Aérea MacDill.

## Impacto
Michelle Obama, la esposa de Obama, dijo más tarde que la fotografía era la única que permanecía en exhibición permanente en la Casa Blanca, mientras que otras imágenes se intercambiaban dentro y fuera. Michelle sintió que la imagen era un símbolo del progreso político en los derechos civiles de los afroestadounidense. Ella le dijo a su audiencia: «Quiero que piensen en ese niño negro en el Despacho Oval de la Casa Blanca tocando la cabeza del primer presidente negro».
Julia M. Klein escribió en el Chicago Tribune que la foto «nos recuerda el peso simbólico de esta revolucionaria presidencia» tan «convincentemente como las fotografías de Obama junto al Monumento a Martin Luther King, Jr.». Jackie Calmes, en The New York Times en 2012, describió la popularidad de la foto como «evidencia tangible» de que «Obama sigue siendo un símbolo potente para los negros, con una gran reserva de apoyo». El asesor de Obama, David Axelrod, tenía una imagen enmarcada de la fotografía en su oficina. Axelrod sintió que la fotografía mostraba que «el niño podría estar pensando: 'Tal vez podría estar aquí algún día'. Este puede ser un negocio tan cínico, y luego hay momentos como ese que simplemente te recuerdan que vale la pena». El padre de Philadelphia le dijo a The New York Times en 2012 que «es importante que los niños negros vean a un hombre negro como presidente. Puedes creer que cualquier posición es posible de alcanzar si ves a una persona negra en ella».
La revista Time la describió como «la más icónica» de todas las imágenes de Obama de Souza.  Souza describió la imagen en una entrevista de 2017 como «una especie de captura de pantalla», pero que «simplemente te dice mucho sobre él como persona, que no solo estaría dispuesto a agacharse así, sino que este niño pequeño le tocaría la cabeza». Las interacciones de Obama con los niños proporcionaron un merecido descanso de su jornada laboral, según Souza.
La fotografía se incluyó en el libro de fotografías de la presidencia de Obama de 2017 de Souza, Obama: An Intimate Portrait: The Historic Presidency in Photographs, publicado por Allen Lane.
En mayo de 2022, Obama recurrió a las redes sociales para felicitar a Jacob Philadelphia con motivo de su graduación de la escuela secundaria, destacando la importancia de la representación.